# プラットフォーム補給船

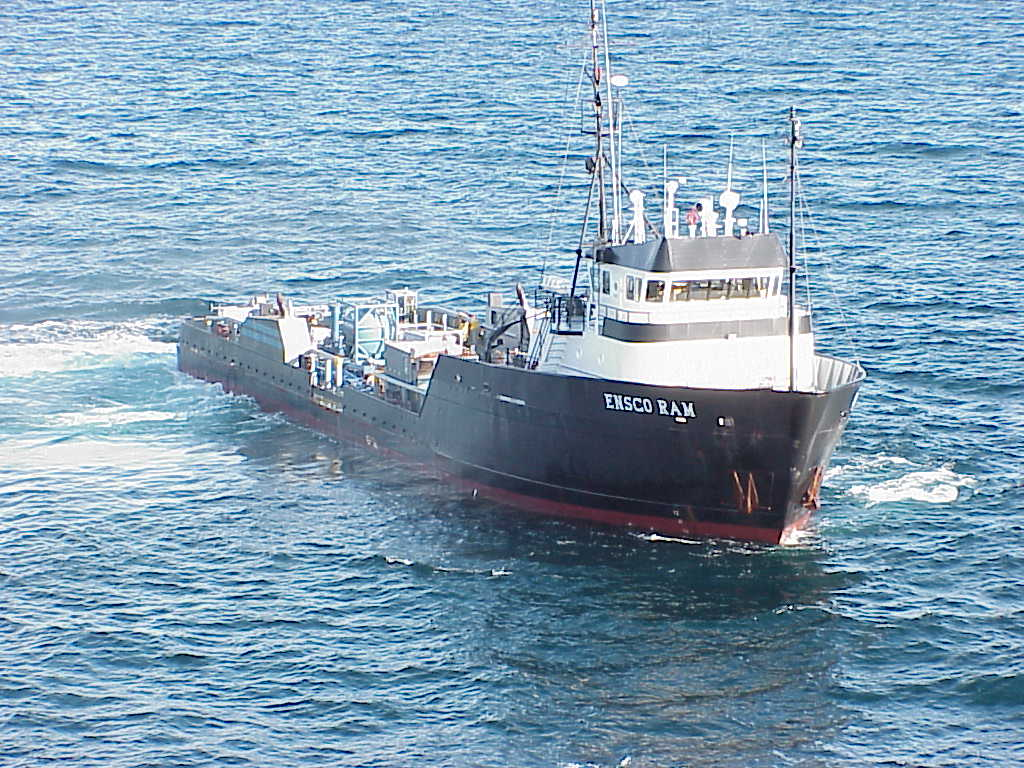
プラットフォーム補給船

プラットフォーム補給船（プラットフォームほきゅうせん、英語: Platform supply vessel、略PSV）は、海上の石油プラットフォームへ補給を行うために特別に設計された船である。これらの船は長さが65から350 フィート（約20 - 100 m）ほどあり、様々な任務をこなす。これらの船の主な機能は石油プラットフォームやその他の沖合い施設へ、あるいは施設から、物資や人員を輸送することである。

## 能力

### 積み荷
プラットフォーム補給船の主な機能は、石油プラットフォームへ補給物資を輸送し、その他の積み荷を陸へ持ち帰ることである。ばら積み貨物のスペースには、掘削によって発生した泥、粉末セメント、ディーゼル油、飲料・非飲料用水、掘削過程で用いられる化学薬品などのタンクがある。石油プラットフォームは燃料、水、化学薬品をほとんど常時必要としている。ある種の化学薬品は適切にリサイクルし廃棄するために陸へ返却する必要があるが、油井で産出した原油は通常はプラットフォーム補給船によって輸送することはない。

### 支援
これらの船の大きな甲板を使って、一般的な道具やまた専門的な道具を輸送する。多くの場合、甲板上の積み荷と甲板下のばら積み貨物タンクの両方で組み合わせて輸送する。多くの船はある特定の仕事を遂行するように建造され、あるいは改造されている。これらの船の中には石油プラットフォーム火災に対して消防能力を備えているものもある。また、石油流出を抑制し、海に漏れた石油を除去するための設備を備えているものもある。また、既存の油井に対してその生産能力を増大させるための道具や化学薬品、人員を乗せている船もある。

## 乗員
こうした船の乗員は最大20人ほどである。

### 日常作業
乗務員は通常、3週間から6週間、時にはもっと長い期間、船上で働き生活する契約をしている。その後、船の所有者や運航者にもよるが、2週間から4週間程度の陸上での休暇がある。他の多くの船と同じように、プラットフォーム補給船での作業は最大12時間程度までのシフト勤務として編成されている。
船上生活では、各船員・作業員は1日のうちどれかの部分を受け持つシフトを組んでいる。船には、運航するための船橋、機械スペース、居住スペース、調理・食事スペースがある。作業スペースや娯楽スペースを備えているものもある。広いメインデッキは時折プレハブ小屋を建てるために使われることもある。
居住スペースには、寝台、ロッカー、私物収納スペースなどがある。また洗面台、シャワー、トイレなどがある。上級船員の居住スペースは小さな作業机、個人用の洗面台やシャワー、トイレなどを備えていることもある。
調理・食事スペースには、想定される航海の期間に十分な食料品が保管されている。ウォークインタイプの冷蔵庫や冷凍庫、業務用のオーブン、大きなシンク、貯蔵庫やカウンターなどが調理担当者のために用意されている。食事スペースには、重労働をする乗員のためにコーヒーメーカー、トースター、電子レンジ、カフェテリアスタイルの座席やその他の娯楽物が置かれている。